# Johan M. Fr. Poulsen

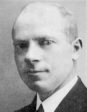
J.M.F. Poulsen.

Johan Martin Fredrik Poulsen, född år 1890 i Toftir, död 1980, var lärare i Strendur samt en färöisk politiker.
Poulsen var mellan 1948 och 1970 partiledare för Sambandsflokkurin.
1. ↑  läs online, www.ft.dk .[källa från Wikidata]